# Три форми єдності

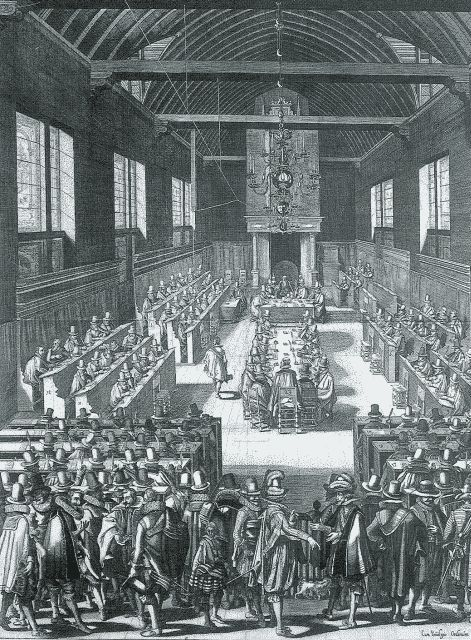
Синод у Дорті.

Три форми єдності — збірна назва Бельгійського віросповідання, Дортських канонів та Гейдельберзького катехізису, які відображають доктринальні проблеми кальвінізму і прийняті як офіційний виклад віровчення багатьма кальвіністськими церквами.
Різні документи служать різним цілям.
- Катехизм написаний у формі запитань і відповідей, щоб допомогти пояснити біблійне вчення дітям і новим віруючим.
- Віросповідання пояснює різні біблійні вчення.
- Канони — це серія технічних відповідей на конкретні богословські суперечки, підняті голландськими реформатами (див. Історія кальвіністсько-армініанських дебатів).

## Історія
З 1618 по 1619 рік голландський уряд від імені голландської реформатської церкви скликав і провів Дортський синод. Голландські делегати разом з двадцятьма сімома кальвіністськими представниками з восьми інших країн зустрілися на цьому Дортському Синоді, де вони колективно підсумували свої погляди в тому, що було названо "Дортськими канонами".
Цей же Синод потім додав ці Канони до двох інших документів, які на той час були загальновживаними в Голландській Церкві: Гейдельберзького Катехізису (1563) та Бельгійського Віросповідання (1561).
Таким чином, Синод прагнув:
- формалізувати своє розуміння біблійного вчення про Трійцю, втілення, приречення, виправдання і церкву
- дати можливість членам Церкви об'єднатися в єдності навколо фундаментальних, спільних переконань;
- відсунути певні несуттєві ідеї (політичні позиції, освітні платформи тощо) на нижчий рівень, щоб запобігти безглуздому розколу Церков — форми також забезпечують основу, на якій можуть розвиватися екуменічні зусилля, виходячи з того, чи приймає організація основні положення, викладені в цих формах.